# Estrela de Teegarden
A Estrela de Teegarden (SO J025300.5+165258, 2MASS J02530084+1652532, LSPM J0253+1652) é uma anã vermelha do tipo M, localizada na constelação de Aries, situada a cerca de 12 anos-luz de distância a partir do Sistema Solar. Apesar de sua relativa proximidade com a Terra tem uma magnitude aparente de 15 e só pode ser observada através de grandes telescópios. Esta estrela foi encontrada para ter um grande movimento próprio de cerca de 5 segundos de arco por ano. Apenas sete estrelas com tais grandes movimentos próprios são atualmente conhecidas.

## Propriedades
A Estrela de Teegarden é identificada como uma anã vermelha, mas com uma massa de 0,08 vezes a massa solar, está um pouco acima do limite superior de objetos classificados como anãs marrons. As baixas temperaturas inerentes a tais objetos explicam porque não foi descoberta anteriormente, uma vez que tem uma magnitude aparente de apenas 15,4 (e uma magnitude absoluta de 17,47). Como a maioria das anãs vermelhas e marrons que emite a maioria de sua energia no espectro infravermelho
A medição paralaxe foi inicialmente estimada em 0,43 ± 0,13 segundos de arco. Isto teria colocado sua distância em apenas 7,50 anos-luz, fazendo com que a Estrela de Teegarden fosse o terceiro sistema estelar, mais próximo do nosso Sol, ficando entre a Estrela de Barnard e Wolf 359. No entanto, mesmo naquela época a anormalmente baixa luminosidade (a magnitude absoluta teria sido 18,5) e a alta incerteza no paralaxe sugeriu que estava na verdade um pouco mais longe, ainda sim um dos vizinhos mais próximos do Sol, mas não tão alto no ranking, em ordem de distância. A medição mais precisa do paralaxe é de 0,2593 segundos de arco foi feito por George Gatewood em 2009, dando origem a distância agora aceite de 12,578 anos-luz.

## Pesquisas por planeta
Medições de velocidade radial foram feitas pela pesquisa ROPS em duas noites em novembro de 2010. Os resultados mostraram alguma variação, com o aumento da velocidade radial na primeira noite e diminuindo a velocidade na segunda noite, embora não há dados suficientes para que fossem feitas reivindicações de detecção de planetas.
Teegarden b e c, planetas que orbitam sua estrela-mãe com períodos de aproximadamente 4.9 dias terrestres e 11.4 dias, respectivamente, são exoplanetas semelhantes à Terra. Teegarden b é o planeta mais interno, que tem uma chance de 60 por cento de ter um ambiente de superfície temperada, entre 0 ° a 50 ° C, aparentemente mais próximo de 28 ° C. Por outro lado, Teegarden c fica mais distante, e tem uma temperatura de superfície mais parecida com Marte, ficando a aproximadamente -47 ° C.